# Wojna litewsko-moskiewska (1500–1503)
Wojna litewsko-moskiewska w latach 1500–1503 – wojna stoczona w latach 1500–1503 pomiędzy Wielkim Księstwem Litewskim a Wielkim Księstwem Moskiewskim.

## Geneza
Przyczyną wybuchu nowej wojny był wzrost napięcia pomiędzy obu państwami, spowodowany ekspansywną polityką wielkiego księcia moskiewskiego Iwana III Srogiego. Wykorzystał on osłabienie państwa polsko-litewskiego, w wyniku nieudanej wyprawy mołdawskiej.
Bezpośrednim casus belli stało się przejście (otjezd) w 1499 na stronę moskiewską kniazia Semena Bielskiego, potwierdzone przez Iwana, co stanowiło pogwałcenie postanowień pokoju wieczystego z 1494.
Strona moskiewska podnosiła zastrzeżenia wobec mianowania w 1498 przez wielkiego księcia litewskiego Aleksandra Jagiellończyka nowego prawosławnego metropolity kijowskiego Józefa Sołtana, który był zwolennikiem unii z kościołem rzymskim. Protestowała także przeciwko sprowadzeniu w tym samym roku bernardynów do Połocka.

## Wybuch
3 maja 1500 Iwan III rozpoczął działania wojenne przeciwko Litwie. Wojska moskiewskie uderzyły koncentrycznie z trzech kierunków: na Toropiec, Smoleńsk i Briańsk.
Wojewoda Jakub Zacharycz uderzył na Zadnieprze, zdobywając Briańsk, spalony wcześniej przez dywersantów moskiewskich, biorąc tam do niewoli m.in. namiestnika Stanisława Bartoszewicza. Na wieść o tym na stronę moskiewską przeszli kniaziowie siewierscy i czernihowscy Semen Możajski i Wasyl Szemiaczycz. Zgrupowanie Zacharycza zdobyło wkrótce Mceńsk, Sierpiejsk, Trubczewsk, Starodub, Nowogród Siewierski, Putywl, Rylsk, Homel i Lubecz.
Drugie zgrupowanie wojsk moskiewskich w sile 20 tys. pod wodzą Daniela Szczeni zdobyło Dorohobuż i zagroziło Smoleńskowi. Wyprawa osłonowa hetmana wielkiego litewskiego Konstantego Ostrogskiego poniosła 14 lipca klęskę w bitwie nad Wiedroszą, jednak Rosjanie wyczerpani walką odstąpili od zamiaru oblegania miasta i wycofali się.
Trzeci oddział wojsk moskiewskich, dowodzony przez Andrieja Czeladnina zdobył Toropiec i zagroził północnym rubieżom litewskim. Jednak wycofał się po 14 września, kiedy to do Połocka przybyło główne zgrupowanie wojsk litewskich pod wodzą samego Aleksandra.
W tym samym czasie na Polskę i Litwę uderzyły, działające w porozumieniu z Rosjanami czambuły Tatarów krymskich Mengli I Gireja, pustosząc ziemie w okolicach Kijowa i Lwowa.

## Wojna
Aleksander Jagiellończyk rozpoczął zakrojoną na szeroką skalę akcję werbunku wojsk zaciężnych w Polsce, Czechach i na Węgrzech. Dowodzili nimi Bohumił Czernin i Jan Karnkowski.

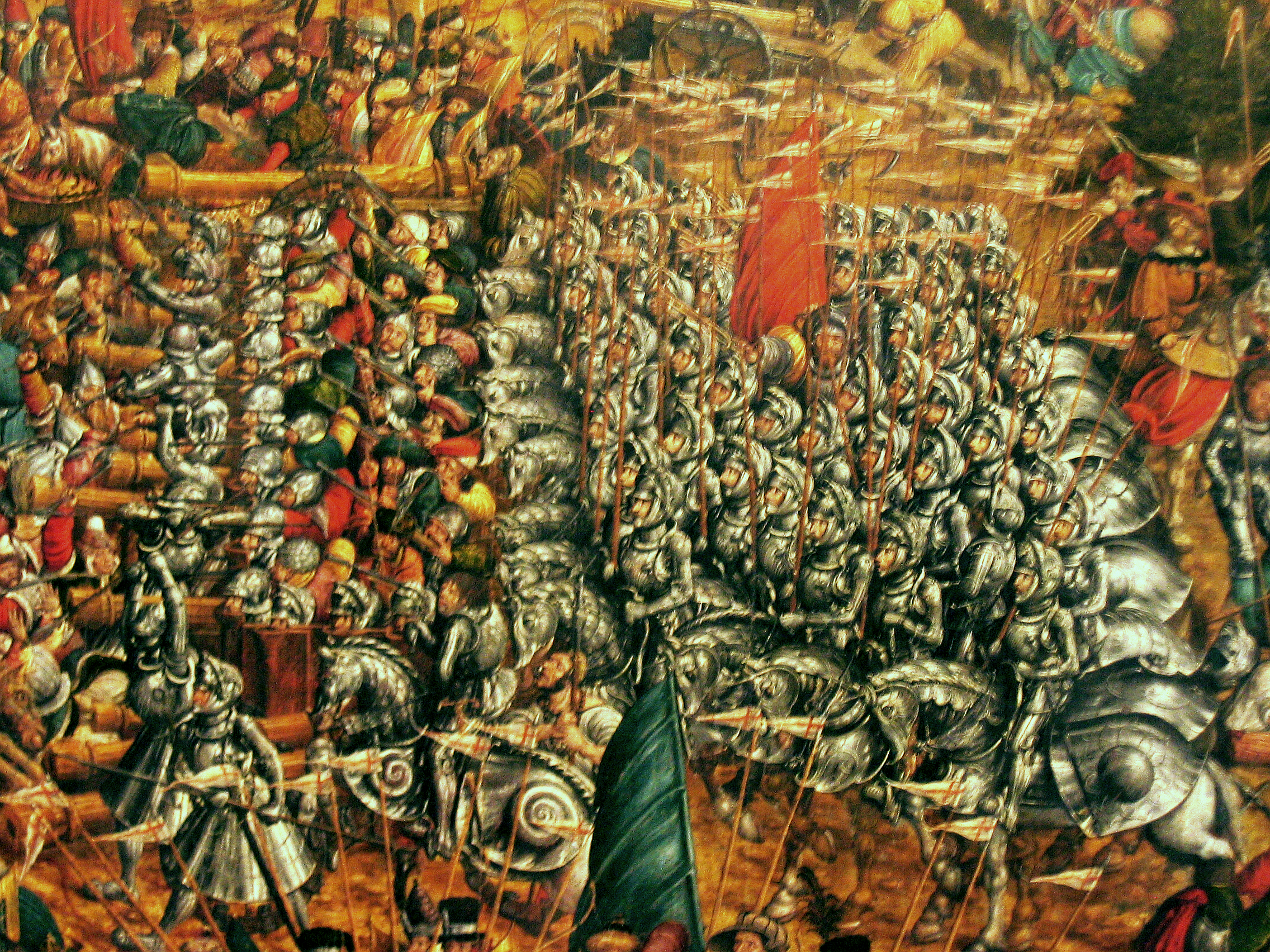
Walka polskich wojsk zaciężnych z wojskiem moskiewskim

W styczniu 1501 do Moskwy przybyło wspólne poselstwo mediacyjne polsko-czesko-węgierskie wysłane przez Jana Olbrachta i Władysława Jagiellończyka, które jednak niczego nie osiągnęło w wyniku nieugiętej postawy Iwana III.
3 marca 1501 Litwa podpisała 10. letnie przymierze z mistrzem krajowym Inflant zakonu krzyżackiego Wolterem von Plettenbergiem, zakładające współdziałanie przeciwko Księstwu Moskiewskiemu.
W sierpniu, na zajętą przez Moskwian Siewierszczyznę uderzyła, działająca w porozumieniu z Litwinami orda zawołżańska, jednak pozbawiona wydatnej pomocy litewskiej, zmuszona została do wycofania się. Punkt ciężkości działań wojennych przesunął się na północ, gdzie 27 sierpnia wojska krzyżackie pobiły Rosjan w bitwie pod Izborskiem. Jednak pomyślnie rozwijającej się sytuacji militarnej Aleksander Jagiellończyk nie wykorzystał, zajęty staraniem o elekcję na tron polski, opróżniony po śmierci jego brata. Wykorzystał to Iwan III, wyprowadzając uderzenie zaczepne na Mścisław. Udaną odsiecz tego miasta przeprowadził wówczas hetman wielki litewski Stanisław Janowicz Kieżgajło.
Wiosną 1502 rozbite zostały ostatnie oddziały ordy zawołżańskiej, wyparte przez Tatarów krymskich. W czerwcu wojska moskiewskie dowodzone przez carskiego syna Dymitra Iwanowicza Żyłkę podeszły pod Smoleńsk, zdobyły Orszę i spustoszyły Witebszczyznę. Udaną obroną twierdzy smoleńskiej dowodził Stanisław Kiszka, który przeprowadził serię zwycięskich wypadów na obóz moskiewski. 13 września wojska krzyżackie rozbiły przeważające wojska moskiewskie w bitwie nad jeziorem Smolina, co zmusiło te ostatnie do przerwania oblężenia Smoleńska.

## Rozejm
Rokowania pokojowe toczyły się cały czas równolegle z działaniami zbrojnymi. Pertraktacje prowadzili marszałek wielki litewski Jan Zabrzeziński i Jakub Zacharycz.
W marcu 1503 do Moskwy przybyło poselstwo polsko-litewskie na czele ze Stanisławem Hlebowiczem.
Rosjanie nie chcieli przystać na postanowienia pokoju wieczystego z 1494, wobec tego 28 marca podpisano rozejm na 6 lat.
Postanowienia:
- wytyczono nową granicę litewsko-moskiewską na zasadzie uti possidetis, do państwa moskiewskiego przeszły:
  - wszystkie Księstwa Wierchowskie
  - księstwo czernihowskie i Siewierszczyzna z miastami Czernihów, Starodub, Homel, Nowogród Siewierski i Rylsk
  - część Kijowszczyzny z miastami Lubecz i Putywl
  - południowa część Księstwa Mścisławskiego z miastami Popowa Góra, Chotyml i Mhlin
  - południowa część Smoleńszczyzny z miastami Briańsk, Trubczewsk, Radohoszcz i Poczep
  - północna i wschodnia część Smoleńszczyzny z miastami Dorogobuż i Toropiec
  - północno-wschodnia część ziemi połockiej z miastami Ostry i Newel
- uznanie tytułu gosudara wsieju Rusi[a] Iwana III przez Aleksandra Jagiellończyka
- wolny handel dla kupców obu stron

## Skutki
Wielkie Księstwo Litewskie straciło 1/3 swojego terytorium, które przyłączono do Wielkiego Księstwa Moskiewskiego. Państwo moskiewskie uzyskiwało kontrolę nad środkowym biegiem Dniepru, otrzymując dogodną podstawę do dalszej ekspansji na ziemie ruskie państwa litewskiego. Osłabiona i zagrożona Litwa, zmuszona została do zacieśnienia związków z Polską, podpisując w 1501 unię mielnicką.